# Auletobius variipennis
Auletobius variipennis is een keversoort uit de familie Rhynchitidae. De wetenschappelijke naam van de soort is voor het eerst geldig gepubliceerd in 1909 door Lea.